# Tupapa Maraerenga FC
Tupapa Maraerenga Football Club ist eine Fußballmannschaft von den Cookinseln. Der Verein ist auf der Hauptinsel Rarotonga in Avarua beheimatet. Die Männermannschaft spielt in der höchsten Spielklasse der Cookinseln, dem Cook Islands Round Cup. Bisher konnte sie 15-mal die Meisterschaft und neunmal den nationalen Pokal gewinnen.

## Geschichte
Tupapa Maraerenga ist mit 13 Meistertiteln, hinter Titikaveka FC, der zweiterfolgreichste Verein der Geschichte der Cook Islands Football Association. Daneben holte man achtmal den nationalen Pokal und reiht sich hinter Avatiu FC und Nikao Sokattak FC als dritterfolgreichster Verein in der Pokalgeschichte ein.
In der Saison 2000/2001 nahm man am OFC Champions Cup teil. In vier Spielen verlor man dreimal, das Spiel gegen PanSa FC (Amerikanisch-Samoa) wurde mit 2:0 für Tupapa gewertet. Die übrigen Spiele gegen AS Vénus (Tahiti, 1:10), Tafea FC (Vanuatu, 0:9) und Titavi FC (Samoa, 0:2) gingen verloren. Eine zweite Teilnahme an der OCL Preliminary Round erfolgte in der Saison 2008/2009, bei der dritten und bislang letzten Teilnahme verlor man am 19. Oktober 2013 das entscheidende Spiel gegen den samoanischen Meister Kiwi FC.

### Erfolge
- Cook Islands Round Cup: 19

1992, 1993, 1998, 2001, 2002, 2003, 2007, 2010, 2011, 2012, 2014, 2015, 2017, 2018, 2019, 2020, 2022, 2023, 2024
- Cook Islands Cup: 10

1978, 1999, 2000, 2001, 2004, 2009, 2013, 2015, 2018, 2019

## Frauenfußball
Der Verein hat seit der Gründung der Women’s Lotto Division auch eine Frauenfußballmannschaft. Die Mannschaft konnte in der Premieren-Saison 1999 als erstes Team überhaupt den Titel gewinnen. Es folgten weitere Titel in der Women’s Lotto Division und der Verein ist mit zwölf Meistertiteln vor Arorangi FC (fünf) Rekordmeister. In der Saison 2002 sicherte man sich zudem erstmals den Titel in den beiden Pokalwettbewerben. So gewann man nach jeweils zwei Siegen über Nikao Sokattack FC den Sports Shop Lotto Cup und den Knockout Cup.

### Erfolge
- Women’s Lotto Division: 12

1999, 2000, 2002, 2003, 2004, 2007, 2010, 2011, 2014, 2015, 2016, 2018
- Sports Shop Lotto Cup (11)

2002, 2003, 2004, 2005, 2006, 2008, 2010, 2011, 2012, 2016, 2017
- Round Cup (2)

2010, 2011
Knockout Cup (2)
2002, 2010